# Little ’Tinker
«Little 'Tinker» («Маленький вонючка») — короткометражный мультипликационный комедийный фильм, выпущенный в 1948 году компанией Metro-Goldwyn-Mayer. Режиссёр Текс Эвери, продюсер Фред Куимби, мультипликаторы: Уилльям Шулл, Грант Симмонс, Уолтер Клинтон, Роберт Бэнтли, композитор Скотт Брэдли.

## Сюжет
Главный герой фильма — маленький скунс по имени B.O. Skunk, который устал от одиночества и пытается найти себе подружку, но постоянно получает отказ, потому что никому не нравится его запах. Появившийся неизвестно откуда купидон сочувствует Скунсу и вручает ему книгу «Советы влюблённым» («Advice to love-worn»), содержащую подробные инструкции по установлению романтических отношений.
В точности следуя советам книги, Скунс предпринимает множественные попытки завоевать чьё-либо сердце. И даже добивается невероятной популярности у девушек, изображая из себя Фрэнка Синатру и исполнив песню «All or Nothing at All», но в итоге все усилия оказываются напрасны, его запах невозможно скрыть. Отчаявшись, Маленький Скунс решает покончить с собой, но купидон указывает ему на последний совет книги — камуфляж.
Раскрасив себя под лисёнка, Скунс знакомится с симпатичной лисичкой, которая проявляет к нему явный интерес. Перебегая по брёвнышку через ручей, оба теряют равновесие и падают в воду, краска со Скунса смывается, он готов провалиться сквозь землю но с изумлением видит, как с лисичкой происходит то же самое. Она оказывается девочкой-Скунсом, и счастливая пара сливается в поцелуе.

## О мультфильме
В лучших работах Эйвери, таких как «Little ’Tinker», «Bad Luck Blackie», «Who Killed Who?», «King-Size Canary», сюжет буквально усыпан сногсшибательными трюками; причём остроумие их, как и самих фильмов, строится на визуальной выразительности.